# Martis
Martis (en sardo Maltis) es una localidad italiana de la provincia de Sassari, región de Cerdeña,  con 567 habitantes.

## Evolución demográfica
| Gráfica de evolución demográfica de Martis entre 1861 y 2001 |
|                                                              |
| Fuente ISTAT - elaboración gráfica de Wikipedia              |